# Statu quo (Svatá země, 1852)
Statu quo je firman Vysoké Porty z roku 1767, potvrzený firmanem sultána Abdülmecida I. z 8. února 1852, který upravuje vlastnická a přístupová práva křesťanských církví ve třech kostelech Svaté země: 
- Bazilika Božího hrobu v Jeruzalémě. Na základě tohoto dokumentu jsou vlastníky kostela Pravoslavný patriarchát jeruzalémský , františkánská kustodie Svaté země (ve jménu katolické církve) a jeruzalémský patriarchát arménské apoštolské církve. Mimo to určitá práva přísluší i jiným církvím (koptské, syrské a etiopské).
- Kostel Nanebevzetí Panny Marie v Jeruzalémě.
- Chrám Narození Páně v Betlémě.

Současná platnost tohoto status quo je garantována Berlínskou smlouvou z roku 1878, byl potvrzen v době Britského palestinského mandátu a je zakotven v konkordátu mezi Izraelem a Svatým stolcem z roku 1993, stejně jako dohodou mezi Svatým stolcem a Organizací pro osvobození Palestiny z roku 2000.